# Julia Sophie Schabus
Julia Sophie Schabus (* 1. März 1992 in Linz) ist eine deutsch-österreichische Schauspielerin.

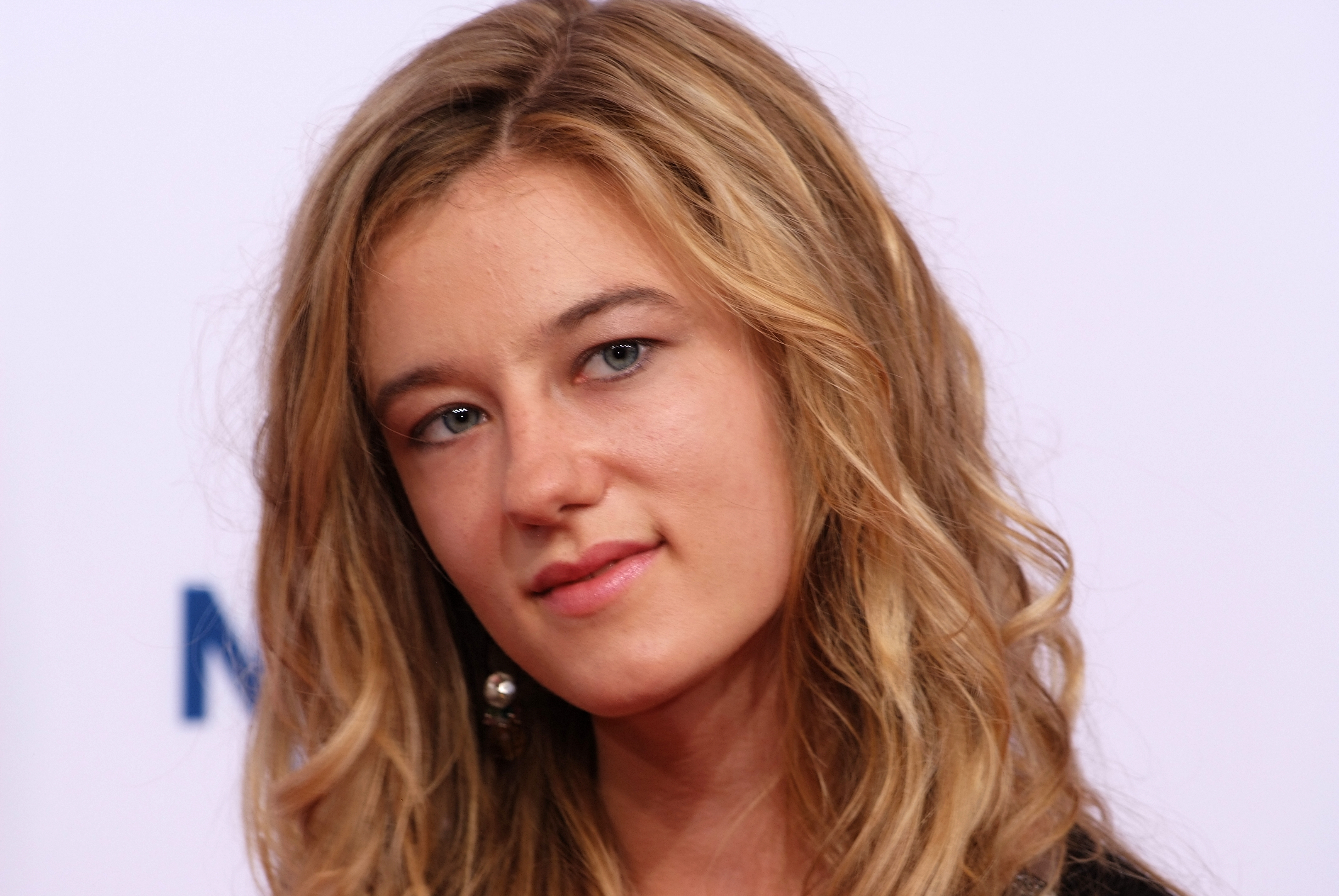
Julia Sophie Schabus auf dem Günter-Strack-Fernsehpreis 2012

## Biografie
Julia Sophie Schabus spielte 2009 in Kurzfilmen sowie eine Hauptrolle im ARD-Fernsehfilm Familie für Fortgeschrittene. 2010 folgte eine Jugendhauptrolle im ZDF-Fernsehfilm Tödlicher Rausch. 2011 und 2012 folgten weitere Kurzfilme sowie eine Rolle im Kinofilm Nebenwege. 2013 übernahm sie eine Episodenhauptrolle in der ZDF-Serie Die Bergretter.
2010 führte Schabus Regie beim Kurzfilm Vis-à-vis, der auf dem Bundesfilmfestival Spielfilm und der Videografika – Kategorie Spielfilm – den 2. Platz belegte, sowie auf dem flimmern&rauschen-Filmfestival 2012 mit dem Preis der Jury ausgezeichnet wurde.
Für ihre Rolle im Kurzfilm Ich halt dich fest erhielt sie 2010 gemeinsam mit Til Schindler und Melanie Wälde den Münchener Jugendfilmpreis des flimmern&rauschen-Filmfestivals. Für ihre Leistung im Fernsehfilm Tödlicher Rausch wurde sie 2012 für den Günter-Strack-Fernsehpreis als beste Nachwuchsdarstellerin nominiert.
Julia Sophie Schabus lebt in München.

## Filmografie (Auswahl)
- 2009: Ich halt dich fest, Kurzfilm
- 2009: Life is easy, Kurzfilm
- 2009: Familie für Fortgeschrittene, Fernsehfilm
- 2010: Tödlicher Rausch, Fernsehfilm
- 2011: Roadtrip, Kurzfilm
- 2012: Nebenwege, Kinofilm
- 2013: Die Bergretter, Fernsehserie
- 2015: SOKO 5113, Fernsehserie
- 2015: München 7, Fernsehserie